# ヴァン太
ヴァン太は、Jリーグ・ヴァンラーレ八戸のマスコットキャラクターである。背番号は8000。

## 概要
ヴァンラーレがJFLに参入した2014年初頭、一般公募により誕生。2013年秋にキャラクター案を募ったところ、最終的に人気が高かった「ヴァン太」と「ヴァン八くん」の2案が残り、決選投票の末「ヴァン太」に決定した。
モチーフはクラブのエンブレムにも描かれており、八戸市において水揚げ量が高いイカで、「八戸港沖合にて水揚げされたところを電撃スカウトされたスルメイカの妖精」という設定。2015年より実体化され、ヴァンラーレのホームゲームでは毎試合登場している。自身曰くポジションは「（チームの）精神的支柱」。
当初の設定にはなかったが、2016年よりクラブの公式SNSにて一升瓶を持った姿が写し出されるようになって以降、酔っ払いキャラを前面に押し出しており、プロフィールにもそれが反映されている。
2019年のJリーグ参入以後はスポンサー付きの専用ユニフォームがあてがわれるようになった。
長らく専用のTwitterアカウントがなかったため、クラブ公式およびスタッフのアカウントにて自らの発信を行っていたが、2022年に専用のTwitter（現X）公式アカウントが開設された。
背番号は登場当初から2024年まで「888」だったが、2025年より専用ユニフォームのスポンサーである陸奥八仙にあやかり「8000」に変更。

## プロフィール
- 誕生日：8月8日
- 身長と体重：その日の気分で変わる
- 出身地：八戸沖
- 好物：酒のつまみになるもの
- 座右の銘：酒は呑んでも飲まれるな
- オフの過ごし方：朝風呂からの昼酒
- 性格：超絶男前
- 八戸のお勧めスポット：八戸酒造の酒蔵
- 経歴：ホタルイカキッカーズーヤリイカSC JrユースーFCアオリイカユースー須留目医科大学ー大王鳥賊ユナイテッドー八戸沖イレブン

## Jリーグマスコット総選挙
Jリーグ及びJ1・J2・J3クラブのマスコットが投票によってJリーグマスコットの頂点の座を争う「Jリーグマスコット総選挙」におけるヴァン太の戦績は以下の通り。
最高位は2021年の44位。最下位は2020年、2022年、2023年の51位。
| 開催年 | ヴァン太の順位 |
| ------ | -------------- |
| 2019年 | 48位           |
| 2020年 | 51位           |
| 2021年 | 44位           |
| 2022年 | 51位           |
| 2023年 | 51位           |

## マスコット交友歴
- キヅール（いわてグルージャ盛岡）

ヴァンラーレがJリーグに参入した2019年より、グルージャとの対戦が「南部ダービー」と銘打たれ、以後対戦の際には八戸のホームであるプライフーズスタジアムにキヅールが来場している（一方でアウェー戦の際はヴァン太が岩手に出向いていた）。
- 青森県内の他スポーツマスコット

毎年5月中旬に八戸市で開催される八戸うみねこマラソン全国大会では、2015年の第34回大会より東北フリーブレイズ（アジアリーグアイスホッケー）のブレイジー、青森ワッツ（Bリーグ）のクイッキーデッチと共にメイン会場の舘鼻漁港に駆けつけ、参加ランナーを鼓舞するのが通例となっている。この縁で翌2016年にヴァン太、ブレイジー、デッチの3体による「トリオ・ザ・エールズ」が結成された。これ以外にもヴァン太はフリーブレイズやワッツのホームゲームにゲスト出演している。

## その他活動
2018年、ヴァンラーレの名物サポーターである「ティガーマスク」が作詞・作曲した応援歌『GREEN WIND』のCD発売によるPRのため、ティガーマスク（ボーカル）とヴァン太（ギター）で2人組ユニット「V」を結成。八戸市をはじめ三八上北地方のイベントに多数出演し同曲を披露した。